# Frank McElhone
Francis Patrick McElhone (5 avril 1929 - 22 septembre 1982) est un homme politique du Parti travailliste écossais.

## Biographie
McElhone est élu député pour Glasgow Gorbals lors d'une élection partielle de 1969. Il reste en place jusqu'à ce que la circonscription soit abolie lors des changements de limites pour les élections générales de février 1974.
Il est ensuite élu député de Glasgow Queen's Park et occupe ce siège jusqu'à ce qu'il meurt une crise cardiaque  en fonction en 1982 à l'âge de 53 ans, alors qu'il participait à une marche et à une manifestation de soutien à la «Journée d'action». des travailleurs du National Health Service à Glasgow . Il est sous-secrétaire d'État parlementaire pour l'Écosse de 1975 à 1979.
Après sa mort, sa veuve, Helen McElhone, est élue pour représenter Glasgow Queen's Park. Elle n'a servi que quelques mois avant que le siège ne soit aboli par des changements de limites. Leur fils est le musicien Johnny McElhone.